# Josef Tillmans
Josef K. Tillmans (* 4. Juli 1876 in Ramsdorf, heute zu Velen, Westfalen; † 2. Februar 1935 in Buchschlag) war ein deutscher Lebensmittelchemiker.

## Leben
Tillmans war der Sohn eines Kaufmanns, besuchte zunächst das Realgymnasium in Münster und studierte dann an der Königlichen Akademie Münster Chemie. Dort und an der Landwirtschaftlichen Versuchsstation in Münster war er unter anderem ein Schüler Joseph Königs, des Begründers der deutschen Lebensmittelchemie, bei dem er 1902 mit der Dissertation Über das Fadenziehend- und Schleimigwerden von Brot und Milch promovierte.
Nach der bestandenen Hauptprüfung für Lebensmittelchemiker war er zuerst am „Chemischen Untersuchungsamt für die Auslandsfleischbeschau“ in Emmerich am Rhein tätig, später als Chemiker im Bereich Wasser und Abwasser am Tiefbauamt der Stadt Frankfurt am Main.
1909 wurde er Leiter der chemischen Abteilung des neu gegründeten „Städtischen Hygienischen Instituts“ in Frankfurt. Die Abteilung wurde 1913 zum Nahrungsmittel-Untersuchungsamt und war für die Lebensmittelkontrolle in Frankfurt und Umgebung zuständig. 1915 habilitierte sich Tillmans an der neu gegründeten Universität Frankfurt und wurde dort 1917 außerordentlicher Professor, 1920 ordentlicher Professor der naturwissenschaftlichen Fakultät.
Tillmans war bis zu seinem Tod Leiter des Nahrungsmittel-Untersuchungsamts, das seit 1922 als selbständiges Universitätsinstitut für Nahrungsmittelchemie und Städtisches Untersuchungsamt firmierte.
Tillmans war Mitglied des Reichsgesundheitsrates und Vorsitzender der Fachgruppe für Wasserchemie im Verein Deutscher Chemiker. Er war von 1930 bis 1934 Herausgeber der Zeitschrift für Untersuchung der Lebensmittel (heute Zeitschrift für Lebensmitteluntersuchung und -Forschung A). 1935 erhielt er als einer von vier Preisträgern die im Jahr zuvor vom Verein Deutscher Lebensmittelchemiker gestiftete Joseph-König-Gedenkmünze.

## Forschungsschwerpunkte
In der Wasserchemie beschäftigte er sich mit der aggressiven Kohlensäure und mit Enteisenung und Entmanganung. Von ihm wurde die Tillmanssche Formel entwickelt. Mit dieser Formel wird die zugehörige freie Kohlensäure berechnet, die für einen Gehalt an Calciumionen im Wasser notwendig ist, damit kein Calciumcarbonat ausfällt. Auf dem Gebiet der Wasserchemie war er auch international als Sachverständiger gefragt und anerkannt.
Ein anderer Tätigkeitsschwerpunkt Tillmans’ war die Ascorbinsäure (Vitamin C), deren Reindarstellung, Eigenschaften und Bestimmung in Lebensmitteln ihn beschäftigten. Sein Name ist heute noch durch das „Tillmans-Reagenz“ bekannt, mit dem Ascorbinsäure quantitativ nachgewiesen werden kann.
Tillmans gelang außerdem der Nachweis des Trifructosans im Roggen.

## Veröffentlichungen
- Josef Tillmans: Wasserreinigung und Abwässerbeseitigung. W. Knapp, Halle (Saale) 1912.
- Josef Tillmans: Water purification and sewage disposal. D. Van Nostrand co., New York 1913.
- Josef Tillmans: Die chemische Untersuchung von Wasser und Abwasser. W. Knapp, Halle (Saale) 1915.
- Joseph Tillmans: Lehrbuch der Lebensmittelchemie. J.F. Bergmann, München 1927. DNB 361764111